# ADIG
ADIG (англ. Adipogenin) – білок, який кодується однойменним геном, розташованим у людей на довгому плечі 20-ї хромосоми. Довжина поліпептидного ланцюга білка становить 80 амінокислот, а молекулярна маса — 9 465.
| 10         |  | 20         |  | 30         |  | 40         |  | 50         |
| ---------- |  | ---------- |  | ---------- |  | ---------- |  | ---------- |
| MKYPLMPLVN |  | DLTFSFLVFW |  | FCLPVGLLLL |  | LIIWLRFLLS |  | QDSEENDSSV |
| CLDWEPWSKG |  | PAEFCWKGTL |  | HGQEKERPCW |  |            |  |            |

A: Аланін

C: Цистеїн

D: Аспарагінова кислота

E: Глутамінова кислота

F: Фенілаланін

G: Гліцин

H: Гістидин

I: Ізолейцин

K: Лізин

L: Лейцин

M: Метіонін

N: Аспарагін

P: Пролін

Q: Глутамін

R: Аргінін

S: Серин

T: Треонін

V: Валін

W: Триптофан

Локалізований у ядрі, мембрані.